# Ferrari 059/3
Ferrari 059/3 ist die Bezeichnung eines Rennmotors des italienischen Herstellers Ferrari für die Formel-1-Weltmeisterschaft 2014. Das V6-Turbo-Triebwerk wurde unter der Leitung von Luca Marmorini und Mattia Binotto entwickelt.

## Verwendung
Im Gegensatz zu den Triebwerken von Renault und Mercedes hatte der Ferrari 059/3 keine Turbolader-Abdeckung, die etwa 3 kg wiegen soll.
Das Triebwerk wurde 2014 von Ferrari, Marussia und Sauber verwendet. 2015 trat das in Manor Marussia umbenannte Marussia-Team weiterhin mit dem Ferrari 059/3 in einem modifizierten Vorjahreswagen an.
In der Saison 2016 setzte Toro Rosso als einziges Kundenteam auf den Vorjahresmotor Typ 059/4.

## Technische Daten
| Technische Details   |                                                 |
| Datenbezeichnung     | Beschreibung                                    |
| Gewicht              | Motor: min. 145 kg inkl. Batterie               |
| Turbolader           | Einzel-Turbolader mit 3,5 bar Ladedruck         |
| Ventile              | 4 pro Zylinder                                  |
| Zylinder             | 90° V6                                          |
| Bohrung              | 80 mm                                           |
| Kolbenhub            | 53 mm                                           |
| Hubraum              | 1,6 Liter                                       |
| Drehzahl             | max. 15.000/min                                 |
| Kraftstoffdurchlauf  | max. 100 kg/Stunde 500 bar Direkteinspritzung   |
| Auspuff              | ein Austrittsrohr                               |
| Energierückgewinnung | Energy Recovery System Leistung 120 kW (163 PS) |
| Leistung             | Leistung: ~ 440 kW (600 PS)                     |

## Ausbaustufen
Ferrari 059/3 war in der Premierensaison 2014 der offizielle Name des Triebwerks. In den nachfolgenden Saisons bekamen die weiteren Ausbaustufen des Motors jeweils neue Bezeichnungen. Formal bauten jedoch alle Ausbauformen auf der seit 2014 bestehenden Grundstruktur auf. 
Stand: Saisonende 2019
| Saison | Rennen | Bezeichnung         | Siege | Poles | Teams                                |
| ------ | ------ | ------------------- | ----- | ----- | ------------------------------------ |
| 2014   | 19     | Ferrari Typ 059/3   | 0     | 0     | Ferrari Sauber F1 Marussia           |
| 2015   | 19     | Ferrari Typ 059/4   | 3     | 1     | Ferrari Sauber F1 Manor F1           |
| 2016   | 21     | Ferrari Typ 059/5   | 0     | 0     | Ferrari Toro Rosso Sauber F1 Haas F1 |
| 2017   | 20     | Ferrari Typ 062     | 5     | 5     | Ferrari Haas F1 Sauber F1            |
| 2018   | 21     | Ferrari Typ 062 EVO | 6     | 6     | Ferrari Haas F1 Alfa Romeo Sauber    |
| 2019   | 21     | Ferrari Typ 064     | 3     | 9     | Ferrari Haas Alfa Romeo Sauber       |

Alle Siege und Pole-Positions wurden durch die Scuderia Ferrari erreicht.
Der Typ 064 der Saison 2019 stand ab der Saisonmitte häufig in der Kritik. Zwar zeigte Ferrari während der gesamten Saison 2019 eine starke Leistung, jedoch war ihre Leistung zwischen dem Großen Preis von Belgien und dem Großen Preis von Mexiko besonders stark. Während dieser Rennen holte Ferrari sechs Pole-Positions in Folge und erzielten in diesen Rennen ihre einzigen Siege der Saison. Da sich ihre Form im Vergleich zu den ersten 12 Rennen der Saison merklich verbessert hatte, stellte Red Bull eine Anfrage an die FIA und bat um Klärung, ob die Verwendung eines von Ferrari genutzten Systems, das den Kraftstoffdurchflusssensor umgeht, zulässig sei. Red Bull warf Ferrari vor, den Sensor so eingebaut zu haben, dass dieser einen erhöhten, unerlaubten Benzinfluss nicht messen konnte.  Die FIA reagierte vor dem Großen Preis der USA durch eine technische Richtlinie und erinnerte alle Wettbewerber daran, dass solche Systeme nicht erlaubt sind. In der Folge verblasste Ferraris Form. Im weiteren Verlauf der Saison gelang ihnen weder eine Pole-Position noch ein Sieg. Max Verstappen beschuldigte Ferrari in der Folge öffentlich des Betrugs.
Nach dem Ende der Tests für die Saison 2020 gab die FIA bekannt, dass sie die Untersuchung des Motors Typ 064 abgeschlossen und eine private Vereinbarung mit Ferrari geschlossen habe. Die FIA lehnte auf Protest der anderen Teams hin eine Offenlegung des Ergebnisses der Untersuchung ab.